# Pterolophia elongatissima
Pterolophia elongatissima là một loài bọ cánh cứng trong họ Cerambycidae.